# Castellaras de la Malle
Le camp ou castellaras de la Malle est une enceinte située sur la commune de Saint-Vallier-de-Thiey, à 3 km au nord-est du village, dans le département français des Alpes-Maritimes. Cette enceinte a fait l’objet d’un classement au titre des monuments historiques depuis le 8 avril 1909.

## Situation de l'enceinte
En 1996, on avait inventorié 418 enceintes dans les Alpes-Maritimes. Entre Saint-Cézaire et Saint-Vallier-de-Thiey, on note 21 enceintes de protection dans une zone de transition entre les plaines littorales et les premiers contreforts des Préalpes de Castellane. Cette enceinte a été étudiée par l'archéologue Paul Goby.
On admet que ces enceintes en pierre sèche étaient un élément défensif. On suppose qu'elles ont été construites dans une période de combats permanents pour prendre possession des productions agricoles. On a aussi trouvé à proximité des enceintes du territoire de Saint-Vallier-de-Thiey du matériel métallique important comme du minerai de fer et des scories de réduction. Un dépôt important de cuivre a été trouvé dans une cache sur le plateau de Saint-Vallier. Au camp de la Malle, une activité métallurgique a été découverte dans le secteur du Ferrier, en contrebas de l'enceinte.
L'importance de l'enceinte de la Malle pourrait montrer qu'elle a joué un rôle important dans le peuplement de la région. Il est admis qu'elles ont été construites à l'âge du fer. L'importance de ces enceintes a dû nécessiter des travaux qui ont duré plusieurs années.
L'enceinte de la Malle est la plus importante et la plus spectaculaire des enceintes des Alpes-Maritimes, située à 1 200 m d'altitude et dominant toute la plaine, au sud. Enceinte en arc de cercle sur à pic avec mur de soutènement sur rempart. Le rempart principal a un parement interne de 4 m de large et 5 m de hauteur maximale. Une muraille fermant une surface de 108 m de long et 31 m de largeur avec 2 portes d'accès de 3 m de large au nord et au sud contre l'à-pic. Certains blocs font 1 m3.
Une seconde petite enceinte permet de protéger les accès. Une porte est précédée d'une sorte de tenaille fermée d'un côté par le rempart, et de l'autre côté par la falaise.
À l'intérieur de l'enceinte des fonds de cabanes ont été trouvés.